# Кос
Вижте пояснителната страница за други значения на Кос.
Косът (Turdus merula), наричан още черен дрозд, е пойна птица от семейство Дроздови. В България е често срещана почти навсякъде и през цялата година.

## Разпространение и местообитание
Косът е с палеарктеско разпространение: среща се из почти цяла Европа, северозападна Африка, югоизточна Азия. Интродуциран е в Австралия и Нова Зеландия. В по-голямата част от ареала си е постоянен вид, но популациите в северна и североизточна Европа мигрират на юг през зимата.
В България се среща почти навсякъде, където успее да намери храна и подходящи условия за гнездене и размножаване. Из поля, лозя, зърнени насаждения, паркове, градини и др. В България косът е постоянна птица. През зимата птиците от по-високите планински части се спускат в низините и равнините и се придържат в районите на населените места. През лятото се изкачват и над 2000 m.

## Физически характеристики
Представителите на вида са с дължина от около 23,5 до 29 cm, имат дълга опашка и тежат 80 – 125 грама. Възрастният мъжки е с лъскаво черно оперение, чернокафеникави крака, оранжево околоочие и оранжев клюн. Клюнът потъмнява до известна степен през зимата. Възрастната женска е с опушенокафява окраска, тъп жълтеникавокафяв клюн, кафеникавобяла гушка и слаба петнистост по гърдите. Младият екземпляр е подобен на женския, но бледите петънца покриват и по-горните му части. Най-малките също имат пъстри гърди. Младите птици варират в оттенъците на кафявото, а по-тъмните от тях са вероятно мъжки. През първата си година младият мъжки е с тъмен клюн и по-блед околоочен кръг.

## Размножаване
Косът е моногамен вид и една двойка обикновено остава заедно до края на живота на единия от партньорите. Размножаването започва през март. Женската строи чашковидно гнездо от клонки, мъх, сено и листа, измазано отвътре с кал. Тя снася 3 – 5 (обикновено 4) синкаво-зелени яйца, изпъстрени с червеникаво-кафяви петънца, по-силно изразени откъм широкия край, с размери 2,9 х 2,1 cm. Женската мъти 12 – 14 дни. Малките се излюпват напълно безпомощни, голи и слепи. Двамата родители ги хранят в продължение на около 2 седмици, след което те могат да напуснат гнездото. Родителите продължават да хранят малките до 3 седмици след напускане на гнездото. Често женската мъти 2 пъти за един сезон, като използва същото гнездо.
Средната продължителност на живот на коса е 2,4 г.